# Jaffna
Jaffna (en idioma tàmil: யாழ்ப்பாணம் [ja: ɻ'pa: ɳam], on யாழ் = arpa i பாணம் = poble, per tant seria ciutat de les arpes). és una ciutat del nord de Sri Lanka, a uns 400 km de Colombo, és la segona ciutat en importància del país, la  població ha disminuït a conseqüència de la guerra. La ciutat és la capital cultural dels tàmils i té uns 88.138 habitants (2011).